# Aprindin
Az aprindin (INN: aprindine) kamrai szívritmuszavarok elleni gyógyszer. Az antiarrhythmiás szerek I.B csoportjába tartozik.
A szívizomsejtek falának hely érzéstelenítőjeként hat.
Szilárd anyag (op. 120°C).

## Készítmények[2]
- Fibocil

Hidroklorid formában:
- Amidonal
- Fiboran
- Ritmusin

Magyarországon nincs forgalomban aprindint tartalmazó szer.

## Fordítás
- Ez a szócikk részben vagy egészben  az   Aprindine című angol Wikipédia-szócikk fordításán alapul.  Az eredeti cikk szerkesztőit annak laptörténete sorolja fel. Ez a jelzés csupán a megfogalmazás eredetét és a szerzői jogokat jelzi, nem szolgál a cikkben szereplő információk forrásmegjelöléseként.